# Salaoua Announa
Salaoua Announa (arabisch: سلاوة عنونة) ist eine algerische Gemeinde in der Provinz Guelma mit 3244 Einwohnern. (Stand: 2008)

## Geographie
Salaoua Announa wird umgeben von Hammam Debagh im Norden, von Medjez Amar im Nordosten und von Oued Zenati im Südwesten.